# John Denver
John Denver (tên sinh: Henry John Deutschendorf, Jr.; 31 tháng 12 năm 1943 – 12 tháng 10 năm 1997) là ca nhạc sĩ nhạc folk và folk rock người Mỹ, là một trong những nhạc sĩ thành công thương mại nhất của thập niên 1970. Ông thu và phát hành vào khoảng 300 bài hát, trong đó gần một nửa do ông biên soạn; vào năm 1977, ông được chọn là đệ nhất thi nhân (Poet Laureate) của tiểu bang Colorado. Các bài hát của Denver đầy lòng yêu thiên nhiên. Những bài hát như "Take Me Home, Country Roads", "Leaving on a Jet Plane", "Calypso", "Annie's Song", "Thank God I'm A Country Boy", và "Rocky Mountain High" nổi tiếng khắp thế giới.

## Tiểu sử

### Tuổi thơ
Henry John Deutschendorf Jr. sinh ra tại Roswell, New Mexico, với cha là thuyền trưởng Henry John Deutschendorf Sr., Hoa Kỳ [7], một phi công Không lực Hoa Kỳ đã đóng quân tại Roswell AAF và vợ là Erma Louise (Swope). Nhiều năm sau, với tư cách là Trung tá Không quân Hoa Kỳ, Deutschendorf sẽ lập kỷ lục tốc độ ba lần với máy bay ném bom B-58 Hustler và có được 1 vị trí trong Bảng danh dự của Không quân Hạm đội Không lực. Henry Sr. là người gốc Đức và Mennonite [9], và gặp và kết hôn với "Oklahoma Sweetheart" của mình . Trong cuốn tự truyện của ông, Take Me Home, Denver mô tả cuộc đời của ông là con trai cả của một gia đình được hình thành bởi một người cha nghiêm khắc, người không thể bày tỏ tình yêu của mình cho con cái của mình. Ông cũng là cháu trai của ca sĩ Dave Deutschendorf của The New Christy Minstrels.
Bởi vì cha của Denver đã ở trong quân đội và gia đình ông thường xuyên di chuyển, nên Denver khó có thể kết bạn. Luôn luôn là đứa trẻ mới khiến cho Denver - người sống nội tâm - thấy khổ tâm, và ông lớn lên luôn cảm thấy như mình nên ở đâu đó, nhưng không bao giờ biết nơi đó là gì. Trong khi gia đình được đóng tại Davis-Monthan AFB ở Tucson, Arizona, Denver đã là thành viên của nhóm Tucson Arizona Boys Chorus trong hai năm. Denver đã sống hạnh phúc ở Tucson, nhưng cha của ông sau đó được chuyển tới Maxwell AFB ở Montgomery, Alabama, trùng vào thời điểm vụ tẩy chay Montgomery. Sau đó, gia đình chuyển đến Carswell AFB ở Fort Worth, Texas, nơi Denver tốt nghiệp trường trung học Arlington Heights. Học tại trường trung học ở Fort Worth là một trải nghiệm khó chịu cho Denver bị tước quyền bầu cử. Trong năm thứ ba trung học, ông mượn chiếc xe của cha mình và chạy đến California để thăm bạn bè gia đình và bắt đầu sự nghiệp âm nhạc của mình. Cha của ông đã bay đến California trong một máy bay của bạn để đưa con trai về và Denver miễn cưỡng trở lại để hoàn thành giáo dục trung học.
Ở tuổi 11, Denver đã nhận được một cây guitar acoustic từ bà ngoại của mình. Denver học cách chơi nhạc cụ này đủ để trình diễn ở các câu lạc bộ địa phương khi anh còn học đại học. Anh chấp nhận họ của mình là "Denver" theo tên của thủ đô bang Colorado yêu thích của anh. Denver quyết định thay đổi tên của mình khi Randy Sparks, người sáng lập ra The New Christy Minstrels, đã gợi ý rằng "Deutschendorf" là quá dài khi khắc lên một tấm biển. Denver học kiến trúc tại Đại học Texas Tech ở Lubbock và hát trong một nhóm nhạc dân gian có tên là "The Alpine Trio" trong khi theo học kiến trúc. Ông cũng là một thành viên của Delta Delta Delta Fraternity. Denver đã bỏ học tại Trường Kỹ thuật Công nghệ Texas năm 1963 [13] và chuyển đến Los Angeles, nơi ông hát trong các câu lạc bộ dân gian. Năm 1965, Denver gia nhập The Mitchell Trio, thay thế người sáng lập Chad Mitchell, sau này trở thành "Denver, Boise và Johnson" (John Denver, David Boise và Michael Johnson) [13]
Năm 1969, Denver từ bỏ cuộc đời ban nhạc để theo đuổi sự nghiệp solo và phát hành album đầu tay của mình cho RCA Records: Rhymes & Reasons. Hai năm trước, Denver đã thực hiện bản demo demo tự sản xuất của một số bài hát ông đã chơi tại buổi hòa nhạc của mình. Anh đã tham gia thử nghiệm một bài hát anh đã viết "Babe I Hate to Go", sau đó đổi tên thành "Leaving on a Jet Plane". Denver thực hiện một số bản sao và đưa chúng ra làm quà cho Giáng sinh. [16] Nhà sản xuất Milt Okun, người sản xuất hồ sơ cho Mitchell Trio và nhóm nhạc dân gian Peter, Paul và Mary, cũng đã trở thành nhà sản xuất của Denver. Okun đã đưa bài hát "Jet Plane" chưa phát hành ra cho Peter, Paul và Mary. Phiên bản bài hát của họ đạt vị trí số một trên Billboard Hot 100. [17] Thành tích của Denver cũng đạt điểm số 2 tại Anh vào tháng 2 năm 1970, và cũng đứng số 1 trên bảng Cash Box Mỹ vào tháng 12 năm 1969.
Mặc dù RCA đã không chủ động quảng bá cho Rhymes & Reasons với tour lưu diễn, Denver đã bắt tay vào một chuyến lưu diễn trợ giúp không lưu lại khắp Midwest, dừng lại tại các thị trấn và thành phố theo cách đó, ông đã mời anh tham gia các buổi hòa nhạc miễn phí tại các địa điểm địa phương. Khi ông thành công trong việc thuyết phục một trường học, trường cao đẳng, hội trường American Legion, hoặc quán cà phê địa phương để cho anh ta chơi, anh ta sẽ dành một ngày để phân phát áp phích trong thành phố và thường được tính khi xuất hiện tại đài phát thanh địa phương anh ta đã thành công trong việc đạt được một số thời gian phát sóng quảng cáo có giá trị, thường có một hoặc hai bài hát biểu diễn trực tiếp. Một số địa điểm sẽ để anh ta chơi cho "cửa"; những người khác đã hạn chế anh ta bán bản sao của album lúc tạm ngừng và sau buổi trình diễn. Tuy nhiên, sau nhiều tháng tham gia chương trình tour lưu diễn ngắn, anh đã bán đủ album để thuyết phục RCA có cơ hội mở rộng hợp đồng thu âm của mình. Ông cũng đã xây dựng một cơ sở người hâm mộ khá lớn và vững chắc, nhiều người trong số họ vẫn trung thành trong suốt sự nghiệp của mình. [13]
Denver ghi lại hai album nữa vào năm 1970, Take Me to Tomorrow và Whose Garden Was This, bao gồm cả một loạt các bài hát anh đã viết và cover các phiên bản của các sáng tác của các nghệ sĩ khác.

### Đỉnh cao nghề nghiệp
Album tiếp theo của ông, Poems, Prayers and Promises (phát hành năm 1971), là một bước đột phá cho ông ở Mỹ, một phần nhờ vào đĩa đơn "Take Me Home, Country Roads", xếp thứ 2 trên bảng xếp hạng Billboard mặc dù những ấn bản đầu tiên của ca khúc bị méo mó. Thành công của họ là do nỗ lực của người quản lý mới, nhà sản xuất tương lai của Hollywood, Jerry Weintraub, đã ký hợp đồng với Denver vào năm 1970. Weintraub nhấn mạnh về việc phát hành lại bản nhạc và bắt đầu một chiến dịch phát sóng radio bắt đầu tại Denver, Colorado. Sự nghiệp của Denver đã phát triển mạnh mẽ từ đó, và ông đã có một loạt các hit trong bốn năm tới. Năm 1972, Denver ghi được Top 10 album đầu tiên của mình với Rocky Mountain High, với ca khúc chủ đề đạt vị trí Top Ten năm 1973. [18] Từ năm 1974 đến năm 1975, Denver trải qua một sự thống trị trên bảng xếp hạng ấn tượng, với một chuỗi bốn bài hát No.1 ("Sunshine on My Shoulders", "Annie's Song", "Thank God I'm a Country Boy" và "Tôi là Xin lỗi ") và ba album số 1 (John Denver's Greatest Hits, Back Home Again và Windsong) [19]
Trong những năm 1970, sân khấu của Denver xuất hiện bao gồm mái tóc dài màu vàng và kính "babny". Những chiếc áo thêu của ông được trang trí bằng những hình ảnh thường gắn liền với miền Tây nước Mỹ được tạo ra bởi nhà thiết kế và nghệ sĩ Anna Zapp. Người quản lý của anh, Jerry Weintraub, nhấn mạnh vào một số lượng xuất hiện trên truyền hình, bao gồm một loạt các chương trình nửa giờ ở Anh, mặc dù Denver đã phản đối vào thời điểm đó, "Tôi đã không thành công ở Anh... Tôi có nghĩa là không. "Weintraub giải thích cho Maureen Orth của Newsweek vào tháng 12 năm 1976," Tôi biết những người chỉ trích sẽ không bao giờ đến với John, tôi phải đưa ông ta đến với người dân ".
Sau khi xuất hiện với tư cách khách mời trong nhiều chương trình, Denver đã tổ chức các chương trình đặc biệt về âm nhạc / đa dạng của mình, bao gồm một số buổi hòa nhạc từ Nhà hát Rocks Red Rocks gần Denver. Lễ hội mùa Giáng sinh Rocky Mountain đặc biệt theo mùa của ông đã được hơn 60 triệu người xem và là chương trình được xếp hạng cao nhất cho mạng lưới ABC vào thời điểm đó.

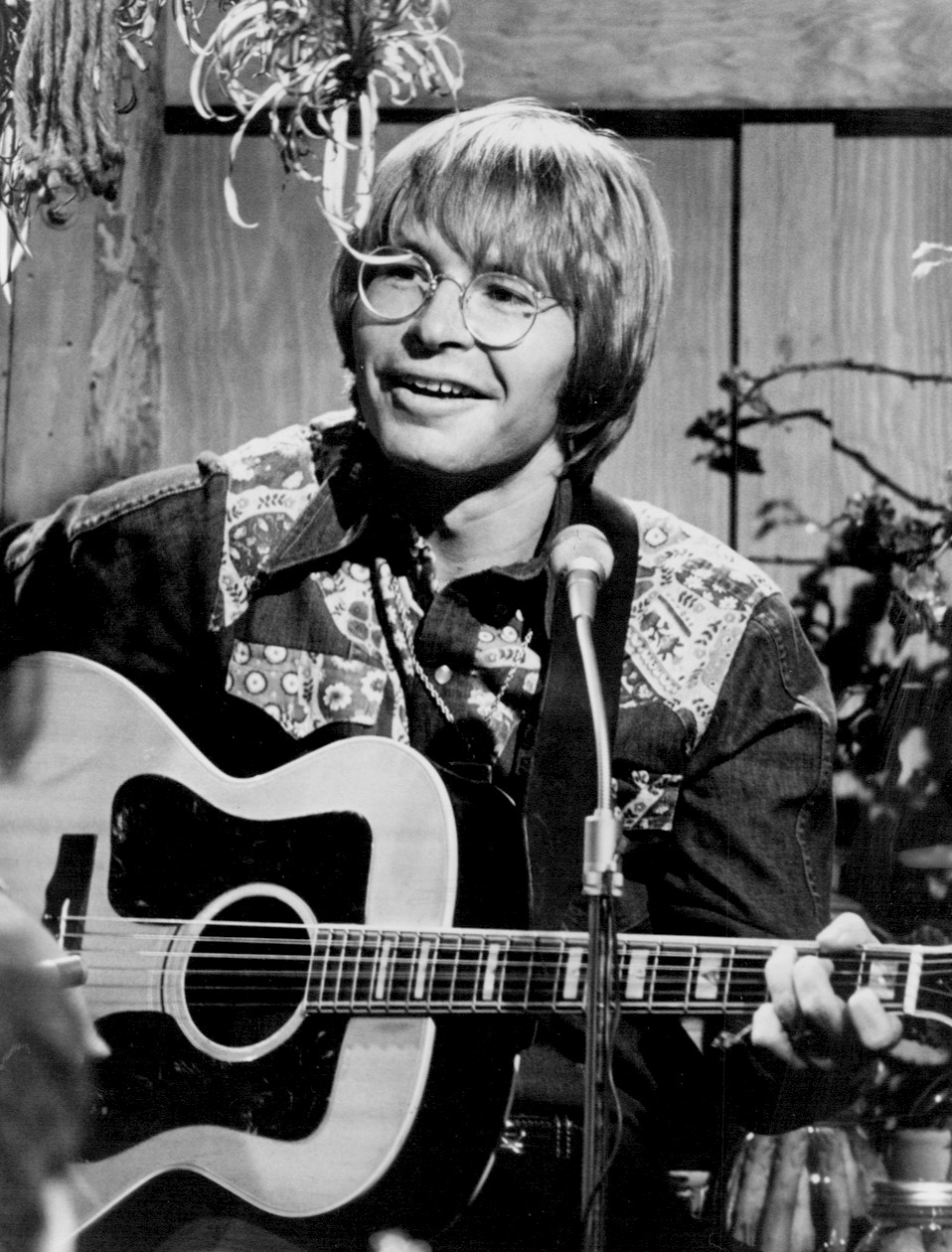
Buổi hòa nhạc trực tiếp của Denver với An Evening With John Denver (1975)

Chương trình hoà nhạc đặc biệt của ông, Evening Evening với John Denver, đã giành giải Emmy năm 1974-1975 cho giải đặc biệt, hài kịch hay âm nhạc. [21] Khi Denver kết thúc mối quan hệ kinh doanh của mình khi Weintraub tập trung vào các dự án khác, Weintraub ném Denver ra khỏi văn phòng của ông và cáo buộc ông là chủ nghĩa Nazi. Denver sau đó đã nói với Arthur Tobier khi ông viết lại cuốn tự truyện của mình, "Tôi muốn cúi các nguyên tắc của tôi để ủng hộ cái gì ông ta muốn tôi và tất nhiên, mỗi khi bạn cúi các nguyên tắc của bạn - dù là vì bạn không muốn lo lắng về nó, hoặc bởi vì bạn sợ đứng lên vì sợ những gì bạn có thể bị mất - bạn bán linh hồn của mình cho ma quỷ. "[22]

## Cái chết
John Denver chết trong một tai nạn máy bay, khi ông thử lái chiếc máy bay mới mình vừa mua, tuy nhiên máy bay đã rơi xuống mặt biển Thái Bình Dương từ độ cao 1500m. Denver mất ngày 15 tháng 10 năm 1997.